# Gylne Gutuer
La Gylne Gutuer es una carrera de ciclismo en ruta profesional de un día que se realiza en Noruega, fue creada en el 2018 y recibió la categoría 1.2 dentro de los Circuitos Continentales UCI formando parte del UCI Europe Tour.
La carrera forma parte del Uno-X Development Weekend, circuito que se realiza a finales de agosto e inicios de septiembre en las provincias de Hedmark y Oppland en Noruega y que comprende las carreras de Gylne Gutuer, Hafjell GP y Lillehammer GP.

## Palmarés
| Año  | Ganador              | Segundo                 | Tercero                |           |
| ---- | -------------------- | ----------------------- | ---------------------- | --------- |
| 2018 | Jasper Philipsen     | Casper von Folsach      | Markus Hoelgaard       |           |
| 2019 | Kristoffer Skjerping | Morten Hulgaard         | Jordi Meeus            |           |
| 2020 | Trond Trondsen       | Kristian Aasvold        | Erik Nordsæter Resell  |           |
| 2021 | William Blume Levy   | Embret Svestad-Bårdseng | Magnus Sørbø           |           |
| 2022 | André Drege          | Andreas Stokbro         | Frederik Irgens Jensen |           |
| 2023 | Andreas Stokbro      | Rasmus Bøgh Wallin      | Kristoffer Skjerping   |           |
| 2024 | cancelada            | cancelada               | cancelada              | cancelada |

## Palmarés por países
| País      | Victorias |
| --------- | --------- |
| Noruega   | 3         |
| Dinamarca | 2         |
| Bélgica   | 1         |